# Spongia bailyi
Spongia bailyi är en svampdjursart som först beskrevs av Lendenfeld 1885.  Spongia bailyi ingår i släktet Spongia och familjen Spongiidae. Inga underarter finns listade i Catalogue of Life.